# Ландыши (сериал)
«Ла́ндыши» — российский музыкальный комедийно-драматический сериал. Пилотное название сериала — «Катюша». Производством проекта занимаются компании «НМГ Студия», «Всемирные русские студии» и «Удача XXI» при поддержке Института развития интернета, АНО «Таврида. Арт» и контент-центра «Юг. Кино» (2 сезон).
Цифровая премьера двух первых серий первого сезона, получившего название «Ландыши. Такая нежная любовь», состоялась в онлайн-кинотеатре Wink 1 января 2025 года. Новые серии размещались ежедневно. Телевизионная премьера сериала состоялась 23 февраля 2025 года на телеканале СТС.
6 мая 2025 года сериал был официально продлён на второй сезон, получивший название «Ландыши. Вторая весна».

## Сюжет
Привыкшая к красивой жизни в Лондоне Катя спасается бегством от своего жениха Кирилла, стремящегося вместе с опекуном Андреем Викторовичем завладеть её наследством. В пригороде Вологды она встречает простого парню Лёху и портит отношения с главарём местной банды Демьяном. Чтобы спастись от преследователей, Катя стремительно выходит замуж за Лёху и пытается спрятаться с ним в войсковой части.

## Актёры и роли

### В главных ролях
| Актёр             | Роль         | Озвучивание                         |
| ----------------- | ------------ | ----------------------------------- |
| Ника Здорик       | Катя Орлова  | вокал — Nansi (Анастасия Белявская) |
| Сергей Городничий | Лёха Данилин | вокал — Женя Трофимов               |

### В ролях
| Актёр                  | Роль                                        |
| ---------------------- | ------------------------------------------- |
| Евгений Коряковский    | Андрей Викторович опекун Кати, отец Кирилла |
| Денис Степанов         | Кирилл сын Андрея Викторовича, жених Кати   |
| Владимир Тяптушкин     | Демьян главарь банды                        |
| Даня Андрущук          | Джонни член банды                           |
| Станислав Дёмушин      | Кабан член банды                            |
| Ирина Паутова          | Светка влюблена в Лёху                      |
| Максим Пушненков       | Пашка друг Лёхи                             |
| Юрий Чуш               | Сева друг Лёхи                              |
| Валерия Ланская        | Ольга                                       |
| Екатерина Эссен        | Надежда                                     |
| Анна Сафронова         | Настя                                       |
| Владимир Стержаков     | Мамай                                       |
| Вероника Тимофеева     | Анна                                        |
| Иван Алексеев          | Борис                                       |
| Сергей Гарусов         | Гринёв                                      |
| Евгений Банифатов      | Дмитрий Литвинов                            |
| Эдуард Чемодаков       | Суров                                       |
| Владислав Чербаев      | Петрухин                                    |
| Александр Карпиловский | адвокат                                     |
| Марина Клещёва         | Галина                                      |
| Анастасия Добрынина    | продавщица на бензоколонке                  |
| Лилия Лаврова          | стюардесса                                  |

## История создания
Съёмки сериала проходили с января по июнь 2024 года. 
Значительную часть картины сняли в Вологде, включая аэропорт, Заречный район и Грязовец. Также съёмки проходили в Москве, Московской и Тверской областях.
От ролей Кати и Лёхи в общей сложности отказались 250 артистов.
Для музыкальных сцен актёры репетировали номера под руководством хореографа-постановщика, в некоторых сценах было задействовано сразу 25 человек.
Композитор Женя Трофимов написал для сериала пять композиций. Главный саундтрек «Вторая весна» им был написан за 30 минут.
В сериале звучит 45 музыкальных композиций. В записи саундтреков к проекту приняли участие финалисты конкурса «Таврида.Арт». 
Показ пилотной серии состоялся 21 июня 2024 года в конкурсной программе VI фестиваля сериалов «Пилот» в Иваново.
26 июля 2024 года первая серия была показана на Фестивале молодого многонационального искусства «Таврида.АРТ» в Судаке.
Предпремьерные показы первых серий прошли в декабре 2024 года в разных городах России: Кургане, Воронеже, Вологде, Оренбурге, Саранске, Благовещенске, Барнауле, Самаре, Волгограде.
23 декабря 2024 года в Москве состоялась музыкальная премьера сериала в клубе Gazgolder.

## Рейтинги и просмотры
По состоянию на февраль 2025 года, на платформе Wink сериал собрал более 2,5 млн просмотров. Рейтинг «Ландышей» на «Кинопоиске» — 8,3 и входит в 250 лучших сериалов. Песни из саундтрека «Встречная полоса» и «Вторая весна» в исполнении Nansi & Sidorov и Жени Трофимова попали в Топ-25 чарта «Яндекс Музыки».
По итогам первого квартала 2025 года проект стал самым популярным отечественным сериалом в России на «Кинопоиске».

## Мнения о сериале
Сериал получил неоднозначные оценки критиков, журналистов и деятелей культуры.
- Евгений Шульгин, Lenta.ru:

«Ландыши», таким образом, для российского стриминга явление, прямо скажем, уникальное, которое ни в какое иное время, кроме как в 2025-м, появиться не могло бы. Тут и шутки по поводу двойного гражданства и шпионажа, и подозрительно фронтовой позывной «Дуболом» у одного из начальников Лёхи, и упоминание боевых действий, звучащее в ЗАГСе, и внезапная Чичерина в саундтреке. Но при этом есть в «Ландышах» и ностальгические нотки наивных новогодних телемюзиклов 1990-х и 2000-х вроде «Старые песни о главном» и «Вечера на хуторе близ Диканьки».
- Евгений Червон, «Кино-театр.ру»:

Для фаната современной поп-музыки «Ландыши» вполне способны стать культовым сериалом. Здесь звучат каверы на известные песни, вроде «Белого-белого снега» Газманова, незатёртые, но уже популярные композиции, а также совершенно новые, ещё нигде не засвеченные треки. Ваш плейлист украсят российские исполнители с такими мелодичными именами, как Lebedeva, OLICHERN, BIRUKOV, Justis V, SHEVA, Mr. Incognito. Одним из композиторов же на сериале числится Женя Трофимов, солист группы «Комната культуры».
- Антонина Веткина, «Комсомольская правда»:

Мелодрама вызвала шквал восторженных откликов — конечно, преимущественно зрительниц. Всё в «Ландышах» просто (что само по себе неплохо) и вторично (богачка и бедняк; битва за наследство; скоропалительный брак по расчёту и зарождающаяся настоящая любовь; гарнизонный быт точь-в-точь как в сериале «Граница. Таёжный роман»). Но, видимо, народ истосковался по сказочным историям о любви. Тем более, что опытный режиссёр Александр Карпиловский сумел удержать баланс между драматичной искренностью и махровой клюквой.
- Владислав Шуравин, Film.ru:

«Ландыши. Такая нежная любовь» — не мелодрама, в которую проникли новостные сводки. Это скорее рекламный ролик, старательно прикидывающийся тем самым беззаботным сериалом из вечернего эфира. Правда, даже по меркам низкопробных шоу об отношениях доярок и городских пижонов здесь очень мало человеческого и парадоксального: солдаты почти без исключения честные, лондонцы почти без исключения подлые, снег — белый, грязь — ч`рная. Даже если на экране встречаются какие-то проблемы из реального мира, к ним всегда прибавляется ремарка: да, военные, может, и не живут в хоромах, но стоит потерпеть, и через годик начальство даст место попросторнее.
- Марк Романов, «Газета.ru»:

Поют здесь много и по любому поводу: в шоу вошли более 40 (!) различных композиций, причём многие из них стали частью полноценных мюзикл-сценок, а в самих аудиальных номерах за главных героев пели Женя Трофимов и участница шоу «Голос» Анастасия Белявская. Смотрится это всё достаточно органично — музыкальные сцены тут зачастую существуют не просто чтобы быть, но участвуют в развитии сюжета и по меньшей мере интересно контрастируют с реалистичными диалогами, в которых особо не подбирают литературные слова; короче говоря, перематывать их не хочется.
- Роман Григорьев, кинокритик:

Он (сериал, — прим.) очень незамысловатый, примитивный. И, честно говоря, мне даже смотреть было тяжело, потому что это уровень сериалов, платную подписку на которые я бы не оформил.
- Алексей Литовченко, «КиноРепортёр»:

«Ландыши» — первое кинематографическое художественное произведение, непосредственно затрагивающее тему СВО, которое обрело статус народного хита.
- Сергей Беднов, «Труд»:

Народу сказки нужны, потому что от реальности он устал. Ну а если её, спецоперацию, поместить внутрь именно что сказки? Да ещё полной музыки? Именно так и поступили создатели сериала «Ландыши. Такая нежная любовь», который на «Кинопоиске» набрал уже 8,5 балла из 10, опередив «Слово пацана».
- Анастасия Попова, «Бизнес Online»:

В сериале «Ландыши...» нет режиссёрских откровений, но он интересен оригинальной модуляцией из ромкома в военную драму и разнообразными песнями, уже попавшими в плейлисты россиян.
- Светлана Дружинина, актриса и режиссёр:

Я переживаю, что с 2022 года нет ни одной художественной картины о спецоперации. Есть, правда, очень хороший сериал «Ландыши», чему я очень рада.